# プロジェクト東京ドールズ
『プロジェクト東京ドールズ』（プロジェクトとうきょうドールズ）は、スクウェア・エニックスより配信されていたスマートフォン用ゲームアプリ。サービス期間は2017年6月22日 - 2021年10月29日。基本プレイ無料（アイテム課金制）。
2017年の東京を舞台に、アイドル活動の裏で謎の敵・ピグマリオンと戦うアイドルグループ「DOLLS」の活躍を描く、スクウェア・エニックスの新規IPによるスマートフォン向けアクションRPG。キャッチコピーは「それでも私は生き続ける、皆から忘れられたこの世界で」。
2021年10月29日12時をもってサービスを終了した。
2022年6月17日発売の『完結メモリアルセット』付属の小説にて、メインストーリーの最終章が公開された。

## ゲームシステム
ホーム
お気に入りに設定したドールが画面上に現れる。
スケジュール
ドールにトレーニングやアイドル活動をさせて感情値を上げる。内容によって終了までの時間や上昇する感情値が異なるが、パーティ編成などへの影響はない。
クエスト
ピグマリオンと戦いながらストーリーやイベントを進めていくモード。本作のメインとなる「ストーリー」と期間・曜日限定の「イベント」、2017年7月13日の大型アップデートにより実装された「少女迷宮」及び2018年7月6日のアップデートにより実装された「新宿奈落」の4種類が存在する。
少女迷宮
複数のフロアで構成された常設クエスト。フロアが上がるにつれて難易度が上昇する。挑戦するには攻略対象となるドールの感情レベルを一定値以上にし、パーティの1stに編成する必要があるほか、コンティニューやサポートのレンタルはできない。クリアする毎に「記憶の奪還」に必要なアイテム『記憶の鍵』や限定アクセサリーなど様々な報酬を入手できる。
新宿奈落
8つの階層で構成された常設クエスト。下の階層に進むにつれて難易度が上昇する。各階層ごとに設定されているクエストをクリアする毎にアイテム『リージョンログ』を取得でき、取得数に応じて様々な報酬が入手できるほか、その階層のすべての『リージョンログ』を取得することで階層制圧となり、次の階層へ進めるようになる。また、一定期間ごとに「ピグマリオンの活性化」が発生し、それまでに一定数の『リージョンログ』を取得できていないとひとつ前の階層に押し戻されてしまう。
ドール
「パーティ編成」でパーティの編成を、「女子寮」・「撮影モード」でドールとの交流を行う。
パーティ編成
クエストに出撃するドールの編成及びドールに装備させるカードと武器の編成を行う。編成できるドールは、バトルに直接参加する「1st」、「2nd」及びバトルには直接参加しない「サポート」の3人まで。なお、「サポート」はクエスト出撃時にフレンドや他のプレイヤーからレンタルできる。1日に回数制限があったが2019年7月26日のアップデートによって制限が解除された。
女子寮
ストーリー
ドール毎のエピソードを見ることができる。「フィールストーリー」、「カードストーリー」、「記憶の奪還」の3種類があり、それぞれ条件を満たすと解放される。
着せ替え
手に入れたドレスやアクセサリーを用いてドールの着せ替えを行う。その際のリアクションから好き嫌いが分かるようになっている。
プロフィール
ドールのプロフィールの確認やクラススキルの変更を行う。プロフィールの項目やクラススキルは特定の条件を満たすと解放される。
フィール注入
フィールをドールに注入し、感情値を上げる。一定量溜まると感情LVが上がり、様々なLV報酬が解放される。
記憶の奪還
『記憶の鍵』を用いてドールの失われた生前の記憶を奪還する。
プレゼント
所持しているプレゼント用アイテムをドールに贈り、感情値・バイオリズムを上げる。プレゼント用アイテムによって上昇する感情値の種類が異なるほか、特定のドールにしか渡せない物も存在する。
バイオリズム
一日毎に変化するドールのステータス。顔アイコンで表示される。高いほどスケジュールで大成功しやすくなる。
撮影モード
任意のドールを3人まで選択し、写真撮影を行うモード。背景やドールのモーションなどの撮影用アイテムはショップで購入できる。
ガチャ
ガチャを引いてカードを入手する。アイテム『メモリア』を消費する「メモリアガチャ」と各種チケットやアイテム『マテリアルコード』を消費する「チケットガチャ」の2種類が存在する。
カード
カードの強化及び売却を行う。
カード
カード毎にハート（赤）、ピュア（緑）、クール（青）、セクシー  (紫)  、ポップ(橙) 、キュート(桃)、無属性(白)及び特定のレア度限定のサン  (陽)  、スター(星) 、ムーン(月)のいずれかの属性が付加されており、装備可能な武器種が異なる。メインカード1枚とサブカード3枚の合計4枚をドールにセットでき、メインカードにセットされたカードの効果が反映される。一部のカードにはドールの衣装やアクセサリーに加え、サブストーリーが付いている。主にガチャや感情LV報酬などで入手できる。無属性は後述のサブカード専用カードのみに付加。
カードの中にはサブカード専用カードというものがあり、ドールにはサブカード枠にしかセットできない。
合成
アイテム『強化石』を消費して任意のカードを強化する。
限界突破
任意のカードと同一のカードを消費して強化レベルの上限及びスキルのレベルを引き上げる。カードのレア度毎に最大値が異なり、一定数に到達すると交換用アイテム『フラグメント』が入手できる。
フィールブースト
アイテム『フィールケージ』とフィールを消費して特定のレア度のカードのレベルの上限を引き上げる。カードのレア度毎に最大値が異なる。
変換
不要となったカードを交換用アイテム『DP(ドールポイント)』に、『強化石』をコインに還元する。
武器
武器の作成、強化及び売却を行う。
武器
ソード・ハンマー・ガンの3種類が存在し、メインカードに設定されている武器種を装備させることができる。主にイベントの報酬やミミックからのドロップ、後述の「クラフト」で入手できる。
ソード
タップタイミングが比較的容易で、安定した性能を持つオーソドックスな武器。
ハンマー
攻撃回数は少ないが、1発毎のダメージとブレイクダメージが大きいため、ブレイクを狙いやすい。
ガン
タップタイミングが難しく、1発毎のダメージとブレイクダメージは小さいが、攻撃回数が多いため、SPの回復が早い。
クラフト
作成
アイテム『マテリアル』や『エンブレム』及び武器を消費して新たな武器を作成する。
強化
アイテム『武器強化石』を消費して任意の武器を強化する。
限界突破
アイテム『武器超越の石』を消費して任意の武器の強化レベルの上限を引き上げる。最大4回まで限界突破でき、一定値に到達すると武器に新たなスキルが付加される。
分解
不要となった武器を分解し、『マテリアル』に還元する。
変換
不要となった武器や『武器強化石』をコインに還元する。

### バトルシステム
基本システム
タップアクションによるターン制バトルとなる。タップタイミングにより判定が表示され、高評価ほどダメージが増加する。また、敵の攻撃タイミングに合わせてタップすることで「ガード」ができ、ダメージを軽減できる。
スキル
以下の4種類のスキルが存在し、バトル中に発動・使用できる。
メイン・サブスキル
カードに設定されているスキル。スキル毎に使用に必要な「SP（スキルポイント）」が存在し、通常攻撃などで溜まって満タンになると使用できる。
テアトルスキル
メイン・サブスキルと同様にカードに設定されているスキル。バトル中に自動的に発動する。通常はスキルを所有しているドールのみしか効果が反映されないが、「サポート」だとパーティ全員に効果を反映できる。
武器スキル
武器に設定されているスキル。バトル中に自動的に発動し、装備中のドールにのみ効果が反映される。
クラススキル
ドールの「称号（クラス）」に設定されているスキル。バトル中に自動的に発動する。
コンボ
通常攻撃や攻撃系のスキルの使用により加算され、敵へのダメージや取得できるフィールの量が増加する。
スイッチ攻撃
スイッチボタンをタップし、「1st」と「2nd」を交代させつつ敵を攻撃する。回数に制限があり、1ターン毎に1回分回復する。
エクストラアタック
タップアクションをタイミングよく継続させることで、追加攻撃（エクストラアタック）が発生する。
ブレイクゲージ
敵側に設定されているステータス。通常攻撃や特定の攻撃系のスキルの使用により増加し、満タンになると敵が気絶（ブレイク）して1ターンの間行動不能となる。
Eバースト・E2バースト
通常攻撃などでAP（行動値）を消費することにより「バーストゲージ」が溜まり、満タンになると合体攻撃・Eバースト（エモーショナルバースト）を使用できる。また、特定の条件を満たすことにより、強化版のE2バースト（エクシードエモーショナルバースト）が使用できるようになる。
複数エネミーバトル
1回のバトルにて「前衛」「後衛」の2体の敵が同時に出現する特殊なバトル形式。敵側の攻撃時には「前衛」と「後衛」の両方が攻撃してくる。通常の攻撃やスキルでは「前衛」にしかダメージを与えられないため、先に「前衛」を倒した後に「後衛」と戦うというのが基本となるが、特定のスキルや Eバースト・E2バーストは「前衛」が生存している状態でも「後衛」にダメージを与えられる。

## 登場キャラクター

### DOLLS

#### チームA
正統派な王道アイドルをイメージとしたチーム。サクラ加入前はミサキとシオリの2人のみであった。
専用楽曲は「わたし」
サクラ
声 - 本渡楓
年齢 - 16歳 / ドール登録日 - 6月22日 / 身長 - 157cm / 体重 - 49kg / スリーサイズ - 82-58-82
メンバーに加わったばかりの努力家な少女。いつも前向きで元気だが、少し引っ込み思案な面があり、思ったことを口に出せない時がある。加入前からDOLLSのファンであったため、自分がそこに加わったことに戸惑っている。しかし持ち前の頑張りと情熱で、メンバーやファンに受け入れられつつある。
DOLLSの一周年ライブの日に、目の前で倒れたマスターを介抱しており、ライブ後に再会を果たしている。その直後に突如現れたピグマリオンの襲撃により致命傷を負ってしまうが、そこに現れた斑目によってギアを渡され、マスターによってドールへと変貌を遂げた。だが、どういう訳かドールになって間もないのに感情を取り戻している。
メインフィールは「マゼンタ」。
ミサキ
声 - Lynn
年齢 - 18歳 / ドール登録日 - 2月15日 / 身長 - 160cm / 体重 - 49kg / スリーサイズ - 81-55-81
年齢不相応に落ち着いたクールな印象の少女。効率や規律を重んじる委員長タイプで、感情に振り回されるような行動はしないため、シオリから「ロボットみたい」と言われている。丁寧な言葉遣い、ストイックな性格と、隙のないスタイルを貫いている。しかしその意識の高さ故に、融通が利かない側面もある。
メインフィールは「シアン」。
シオリ
声 - 石原夏織
年齢 - 19歳 / ドール登録日 - 3月13日 / 身長 - 166cm / 体重 - 54kg / スリーサイズ - 91-62-90
チームAのリーダー。立ち振る舞いの優雅なおっとりした少女。聞く側に回るタイプで、誰のどんな話にも関心を持って接し、場の雰囲気を柔らかくしている。メンバーからも親しみやすいお姉さん的存在として心の拠り所になっている。初期からいるメンバーとして常に周囲に気を配っている。
メインフィールは「イエロー」。

#### チームB
ダンサブルユニットをイメージとしたチーム。
専用楽曲は「サンダーライン」
レイナ
声 - 久保ユリカ
年齢 - 19歳 / ドール登録日 - 9月26日 / 身長 - 164cm / 体重 - 51kg / スリーサイズ - 88-60-89
チームBのリーダーでDOLLS全体のリーダー。情熱的で快活な少女。「美しいもの」を愛し、自らも美しくあろうとする独特の思想を持っている。自信に満ちた立ち振る舞いからはカリスマ性が溢れている。歌やダンスの造詣が深く、アイドル活動そのものを愛しており、「アイドルって何ですか」と聞かれて「愛」と答えている。戦闘においても、メンバー全体の士気を支えるリーダー的存在。
メインフィールは「シアン」。
ヒヨ
声 - 鈴木絵理
年齢 - 16歳 / ドール登録日 - 10月18日 / 身長 - 143cm / 体重 - 37kg / スリーサイズ - 75-55-76
人懐っこく、元気で素直な少女。好奇心旺盛で関心を持った事は何でも試そうとする。それが災いしてイタズラ心を抑えることが出来ず、トラブルを起こすことも。
無尽蔵の体力を活かして敵を引き付け強引にねじ伏せる戦い方をする。大局的な戦況判断は他のメンバーに任せ、自分は請け負った役割に徹することで勝利に貢献できると考えている。
メインフィールは「マゼンタ」。
ナナミ
声 - 佐倉綾音
年齢 - 15歳 / ドール登録日 - 11月7日 / 身長 - 155cm / 体重 - 45kg / スリーサイズ - 81-56-82
いつも一歩引いている物静かな少女。DOLLS最年少だが、頭の回転は速く、深読みしすぎで素直になれず、憎まれ口のような言葉が口をついて出てしまい、後悔することも多い。天邪鬼な性格は自覚しているが、それを直すことは諦めている。
戦況判断に優れ、効果的に任務をこなすため俯瞰的に立ち回る。搦め手や罠のようなパワーに頼らない戦術を好む。
メインフィールは「イエロー」。

#### チームC
上述の2チームとは違った、個性派揃いのユニークなチーム。
専用楽曲は「Candy Star」
アヤ
声 - 竹達彩奈
年齢 - 17歳 / ドール登録日 - 8月10日 / 身長 - 145cm / 体重 - 43kg / スリーサイズ - 84-56-83
チームCのリーダー。流行やファッションに敏感なイマドキの少女。負けず嫌いで、様々な特技を持つメンバーに対し、ライバル意識がある。責任感が強く向上心もあるが、少々調子が良く、楽観的。
戦闘もパフォーマンスと考え、一体感のあるテンションや連携が戦局を左右すると信じている。
メインフィールは「イエロー」。
ユキ
声 - 内田真礼
年齢 - 17歳 / ドール登録日 - 12月25日 / 身長 - 157cm / 体重 - 45kg / スリーサイズ86-56-82
無口で表情も薄く、考えの読めないミステリアスな少女。自発的に会話に参加する事は少なく、自由気ままに行動するが、用がなければメンバーのいる場所に寄ってくる。
機械のように忠実に任務あたり、他の追随を許さない反応速度を武器に敵を殲滅する。 戦略的判断は他のメンバーに任せ、自分自身を戦闘能力の高い駒として「運用」している。
メインフィールは「シアン」。
ヤマダ
声 - 遠藤ゆりか（初代）→山村響（2代目）
年齢 - 16歳 / ドール登録日 - 5月7日 / 身長 - 158cm / 体重 - 43kg / スリーサイズ - 72-56-79
いつも眠そうな顔をした気だるげな少女。肉体労働を嫌っており、様々な手段を使ってサボろうとする。プライベートは部屋に引きこもってゲーム三昧。考え方も性格も偏っているが、人当たりは悪くなくメンバーの会話にはノってくる方。
戦闘になるとスイッチが入るバーサーカー。逆境をご褒美と感じ、リスキーな状況を切り抜けることに快感を得ている。
ドール登録当初は別の名前が与えられていたが、本人がそれを嫌がったため、現在の名前に改名されたという経緯がある。
YouTubeにて「ヤマダダ」名義でバーチャルYouTuberとしても活動している。
メインフィールは「マゼンタ」。

### ドールハウス
マスター
本作の主人公（プレイヤーキャラクター）。サクラがドールとなった後も生前の彼女と過ごした記憶を有していたり、サクラの感情を取り戻させるなど、カナ曰く「異常」な存在。
斑目 セツナ（まだらめ セツナ）
声 - 明坂聡美
アイドル事務所ドールハウスの所長の女性。自他共に厳しく、メンバーに恐れられている。冷たく見えることもあるが、メンバーの負担を事前に防ぐように立ち回るなど、懐は深い。
その正体は国土調査院・特別課課長であり、ドールを運用する全権を掌握している。
南田 香奈（みなみだ かな）
声 - 高橋李依
アイドル事務所ドールハウス所長秘書の女性。スケジュール調整や相談にも応じる事務員。穏やかな性格で、フォローも完璧な頼りになるお姉さんとしてメンバーにも慕われている。
情報管理と地理把握に長けた特殊公務員で、戦闘ではドールのナビゲーターを務める。
ゲームでは「カナ」表記。
ルリ
声 - 咲々木瞳。
アタラクシアに囚われていた少女。DOLLSのファン。実の両親は「新しいパパ」ことピグマリオン・リーパーに殺されて食べられている。リーパーによって、DOLLSへの奇襲の囮として利用された。
リーパーによって目の前で人が殺される光景を見せられることで、フィールを放出している。リーパーはそれで集まった人を喰らっている。
アタラクシアに長く居たため、記憶が食われてしまっており、自分の名前や大好きなDOLLSのことを忘れてしまっているが、現在もDOLLSのファンであることには変わりない。
その後、DOLLSによって救助され、ドールハウスで保護されることとなった。
EsG（エスジー）
ドールハウスで行われるあらゆる活動の統括・監理を行っているドールハウスの基幹システム。斑目曰く「ドールハウスの切り札」。
独自の意思を持っている模様で、何らかの理由でマスターに興味を抱き、接触を図っている。

### NumberS
2021年5月10日のアップデートによりプレイアブルキャラクターとして実装された。
ミア
声 - 花守ゆみり
年齢 - 18歳 / 誕生日 - 1月23日 / 身長 - 161cm / 体重 - 50kg / スリーサイズ - 83-55-78
デウスのデータを基としたNumberSの第1人格で、NumberSのリーダー。明るく快活な性格。
メインフィールは「マゼンタ」。
ディオ
声 - 井上ほの花
年齢 - 15歳 / 誕生日 - 4月18日 / 身長 - 141cm / 体重 - 38kg / スリーサイズ - 72-54-74
エクスのデータを基としたNumberSの第2人格。寡黙で感情表現が乏しい。
メインフィールは「イエロー」。
トリア
年齢 - 19歳 / 誕生日 - 7月17日 / 身長 - 167cm / 体重 - 57kg / スリーサイズ - 91-63-88
声 - 高橋未奈美
マキナのデータを基としたNumberSの第3人格。和洋折衷の奇抜なファッションスタイルと独特の喋り方が特徴。
メインフィールは「シアン」。

### その他
デウス
声 - 花守ゆみり
ゴーレムのマスターの少女。権能は『妄信』。ピグマリオンを宇宙から消し去ることを目的としている。
自らの目的を果たすため『アタラクシア』の扉の鍵を、プレイヤーに渡している。
パンドラ
女性の姿をした存在。権能は『再生』。
『アタラクシア』の閉ざされた扉の奥にいた存在で、DOLLSとの戦闘で弱体化した後にデウスによって『心臓』であるギアを奪いとられた。後にそのギアはデウスの作り出したゴーレム『タロス』に搭載された。
マキナ
声 - 高橋未奈美
女性。マスターの夢に度々出てきて会話をしており、『諦観の楽園』の管理をしている。
小鳥遊 修一（たかなし しゅういち）
声 - 堀内賢雄 
防衛大臣を務める男性。自衛隊内部に対ピグマリオン用の特殊部隊『害特』を設立し、DOLLSに代わってピグマリオンと戦闘を行う兵器を導入する。
エクスを妻と呼んでいる。
エクス
声 - 井上ほの花
女性。液体の満たされた容器に入れられており、生死は不明。

### 小説版『Doll's Destiny』登場人物
チヒロ
かつてDOLLSのメンバーの1人であった少女。サクラ加入前のチームAに所属していた。
本編でも、メインストーリーにてその存在が語られている。

### 漫画版『忘却のイミテーション・ドール』登場人物
ノドカ
マスターが検査入院で不在時にDOLLSに配属された『デザインドール』の少女。

### コラボプレイアブルキャラ
特定のコラボレーションイベントにて、プレイアブルキャラクターとして実装された他作品からのゲストキャラクター。カードを所持していれば、イベント終了後も引き続き使用できる。
ニパ子
声 - 武田羅梨沙多胡 
兼志谷 シタラ
声 - 内田真礼
愛城 華恋
声 - 小山百代
結城 まどか
声 - 若松来海

## 用語
ドール
ギアの力により記憶と感情を引き換えに超常の力を獲得した少女たちの総称。
彼女たちの名は、ドールとなった際に失われた本名に代わって与えられたコードネームである。
ドール登録日
ドールがギアの力によってドールに転生した日で、いわばドールの元となった少女の命日。作中ではドールの誕生日として扱われている。
ギア
国土から出土したとされる未知の遺物。人間の少女の心臓に埋め込むことで少女をドールへと転生させるが、その代価として記憶と感情を喪失するだけでなく、ドールとなる前の存在までも消失してしまう。
フィール
ドールの力の源となる人間の感情のエネルギーの結晶。イエロー・シアン・マゼンタ・パープルの4種類が存在し、パープル以外は各ドールの主となる「メインフィール」に対応している。
テアトル
ドールが戦闘時に展開する結界。ユキ曰く「心の檻」で、ドールのイメージの中にピグマリオンを閉じ込め、周囲に被害を及ぼすことなく掃討する。展開中のドールは無防備となるため、他の2人が守りながらピグマリオンと戦う形となる。
ピグマリオン
東京に出没し、人間を襲って捕食する未知の怪生物。一般人には視認できず、襲われた者は存在が消失してしまうため、一部の者しかその存在、脅威を認知できない。
プシュケー
ピグマリオン出現の前兆とされる「青白い蝶」。存在するだけでその地域を汚染し、人々の記憶を奪っていく。
モノリス
ピグマリオンを召喚する門。
ミミック
デイリークエストなどに低確率で出現する、宝箱の中に入った人形のような姿をしたピグマリオン。倒すと確実に武器や『武器超越の石』をドロップする。
ゴーレム
デウスが使役する、岩などの無機物にドールのギアと酷似した疑似的な生命を吹き込むことによって生成された生命体。フィールを動力源として活動する。
オートギア
「害特」によって開発された対ピグマリオン特化兵器。正式名称『二十七式多脚戦車・感情炉搭載型』。フィールを動力源として駆動する。高度な人工知能による自律行動を可能とし、ガトリングガンとフィールをエネルギーとする強力な熱戦兵器でピグマリオンを殲滅する。
浄化ライブ
DOLLSのライブを通して膨大な量のフィールを収集し、ピグマリオンに侵食された地域を浄化する。開催するためには、その地域の汚染度を一定値以下に下げる必要がある。

### 組織
DOLLS（ドールズ）
ドールで構成された大人気のアイドルグループ兼対ピグマリオン用の戦闘組織。
害獣駆除特任部隊（がいじゅうくじょとくにんぶたい）
新法案『害獣駆除特別法』に基づいて自衛隊に新設された特殊部隊。通称『害特』。オートギアとピグマリオンを視認できる特殊な処置を施された自衛隊員で構成されている。
NumberS（ナンバーズ）
Case02第3章から登場する新アイドルグループ兼「害特」の管轄下に属する対ピグマリオン用兵器。メンバー全員がドールとは成り立ちが異なり、デウス、エクス、マキナのデータを基とした人工知能で構成された存在である。

### 舞台
ドールハウス
ドールの本拠地。表向きはDOLLSが所属するアイドル事務所だが、その実態は対ピグマリオンを目的として設立された政府直属の国家機関である。
浄化ライブの会場を確保できたり、ピグマリオンによる大規模な被害さえも情報操作で揉み消せるほどの絶大な権力を有する。
魔都『新宿』
本編より3年前の13時58分に突如としてその存在が消失し、ピグマリオンの巣窟と化したかつて東京都・新宿であった都市。ピグマリオンが誕生した場所とされており、極めて汚染度が高い。
アタラクシア
魔都『新宿』内に存在する謎の建造物。最奥部には鍵で固く閉ざされた扉が存在する。

## 主題歌
「Doll's Destiny」
作詞・作曲 - 三毛猫ホームレス / 編曲 - 三毛猫ホームレス、板倉孝徳 / 歌 - DOLLS［本渡楓、Lynn、石原夏織、久保ユリカ、鈴木絵理、佐倉綾音、竹達彩奈、内田真礼、遠藤ゆりか］

## CD

### シングル

#### Doll's Destiny
「Doll's Destiny」はDOLLSのファーストシングル。2018年8月29日にポニーキャニオンから発売された。規格品番はPCCG-01715。
歌唱はすべてDOLLS（本渡楓、Lynn、石原夏織、久保ユリカ、鈴木絵理、佐倉綾音、竹達彩奈、内田真礼、遠藤ゆりか）であるが、CDの発売時点でヤマダの声優は山村響が引き継いでおり、ブックレット中のヤマダのキャラクター紹介では山村響がCVとしてクレジットされている。しかし、歌唱については遠藤ゆりかであるとの注意書きが記載されている。
収録内容
| #         | タイトル                         | 作詞             | 作曲                            | 編曲                                      | 時間  |
| --------- | -------------------------------- | ---------------- | ------------------------------- | ----------------------------------------- | ----- |
| 1.        | 「Doll’s Destiny」               | 三毛猫ホームレス | 三毛猫ホームレス                | 三毛猫ホームレス、板倉孝徳（Hifumi,inc.） | 03:57 |
| 2.        | 「勝利への標」                   | オノダヒロユキ   | 伊藤”三代”タカシ（Hifumi,inc.） | 伊藤”三代”タカシ（Hifumi,inc.）           | 04:09 |
| 3.        | 「永遠メモリー」                 | NOBE             | 三好啓太                        | 三好啓太                                  | 04:47 |
| 4.        | 「Doll’s Destiny」(Instrumental) |                  |                                 |                                           | 03:57 |
| 5.        | 「勝利への標」(Instrumental)     |                  |                                 |                                           | 04:09 |
| 6.        | 「永遠メモリー」(Instrumental)   |                  |                                 |                                           | 04:46 |
| 合計時間: | 合計時間:                        | 合計時間:        | 合計時間:                       | 合計時間:                                 | 25:45 |

## 漫画
スクウェア・エニックスの社長にYouTuberデビューさせられました ダラドル・ヤマダのだらだらYouTuber暮らし
原作 - スクウェア・エニックス / 脚本 - ずんだコロッケ／作画 - いずみせら
最前線のツイ4にて連載された4コマ漫画。
プロジェクト東京ドールズ -プロローグ-
原作 - スクウェア・エニックス / 作画：チームA - カズヲダイスケ、チームB - 南高春告、チームC - 御影獏
公式サイトにて連載されたゲームの本編に繋がるプロローグストーリー。作画と内容はチームごとに別々である。
プロジェクト東京ドールズ 忘却のイミテーション・ドール
原作 - スクウェア・エニックス / 作画：Bcoca / 脚本：与田想（bot works） / 構成：大村陽
マンガUP!にて連載されたストーリー漫画。ゲーム本編のコミカライズではなくオリジナルストーリー。

## 小説
プロジェクト東京ドールズ Doll's Destiny
原作 - スクウェア・エニックス / 著者：羽央えり（dot works）
ジャンプ ジェイ ブックスより発売されたゲームの前日譚。

## インターネット動画配信番組
ドールハウスYouTube!
毎回ドールズメンバーの3Dモデルを利用してキャストが色々なことにチャレンジする番組
東京ドールズRADIO! - 国土調査院放送局 -
メインパーソナリティ：明坂聡美（斑目セツナ役）

## 舞台

### 公演日程
舞台プロジェクト東京ドールズ（第1期）
2019年2月27日から3月10日にかけて、全16公演を新宿村LIVEで上演。
舞台プロジェクト東京ドールズ THE GARDEN（第2期）／舞台プロジェクト東京ドールズ SKY TOWER（第3期）
2021年2月20日から28日にかけて、全14公演をシアター1010で上演。
当初は2020年4月30日から第2期「THE GARDEN」の新宿村LIVEでの上演を予定していたが、新型コロナウィルス感染症の流行の影響で延期となった。
2021年2月18日から第3期「SKY TOWER」との一挙上演という形式で規模を拡大し公演することになったが、出演予定者に新型コロナウィルス感染症の陽性者が発生し、2021年2月18日と19日の2公演は中止となり、2月20日に初日を迎えることとなった。

### スタッフ
- 総合監修 - なるせゆうせい（1期）
- 演出 - 松多壱岱（1期-3期）
- プロデューサー - 関谷マコト（1期-3期）

### 出演者
- マスター - 七木奏音（第1期 - 第3期）
- サクラ - 天音みほ（第1期 - 第3期）
- ミサキ - 富田麻帆（第1期 - 第3期）
- シオリ - 舞川みやこ（第1期 - 第3期）
- レイナ - 長谷川里桃（第1期 - 第3期）
- ヒヨ - 堀越せな（第1期 - 第3期）
- ナナミ - 西葉瑞希（第1期 - 第3期）
- アヤ - 奥野香耶、錦織めぐみ（ダブルキャスト・第1期）/ 林鼓子（第2期 - 第3期）[注釈 3][注釈 4]
- ユキ - 星守紗凪（第1期 - 第3期）
- ヤマダ - 雛形羽衣（第1期 - 第3期）
- 斑目セツナ - あまりかなり（第1期）/南千紗登（第2期 - 第3期）
- 南田カナ - もものはるな（第1期）/ 森嶋優花、厚木那奈美（ダブルキャスト・第2期 - 第3期）[注釈 3]
- ルリ - 中江早紀（第1期）
- デウス - 生田輝（第2期 - 第3期）
- マキナ - 佐武宇綺（第2期 - 第3期）
- 小鳥遊修一 - 護あさな（第3期）

## コラボレーション
- 2017年7月15日から7月16日に東京・秋葉原で開催された『ポータブルオーディオフェスティバル2017 SPRING&SUMMER』にて本作品とのコラボレーション企画が実施され、作中でも2017年7月14日から7月17日にかけてコラボレーションイベントが開催された[45]。
- 2018年1月31日から2月28日にかけて『劇場版 魔法少女まどか☆マギカ [前編]始まりの物語/[後編]永遠の物語』とのコラボレーション企画が実施され、第一部から第三部の三部に分けてコラボレーションイベントが開催された[46]。
- 2018年11月9日から11月19日にかけて『スクールガールストライカーズ2』、2018年11月20日から11月29日にかけて『刀使ノ巫女 刻みし一閃の燈火』とのコラボレーションがそれぞれ実施された[47]。
- 2018年12月7日から12月27日にかけてバーチャルYouTuber『アズマリム』とのコラボレーションが実施された[48]。
- 2019年1月25日から2月13日にかけてバーチャルYouTuber『キズナアイ』とのコラボレーションが実施された[49]。
- 2019年3月25日から4月9日にかけて『VALKYRIE ANATOMIA -THE ORIGIN-』とのコラボレーションが実施され、『ヴァルキリーアナトミア -ジ・オリジン-』内でも、2019年3月26日から4月8日にかけてユキがゲストキャラクターとして登場するコラボレーションイベントが開催された[50][51]。
- 2019年5月15日から6月3日にかけて『SSSS.GRIDMAN』とのコラボレーションが実施された[52]。
- 2019年9月10日から9月29日にかけて『オンゲキ SUMMER』とのコラボレーションが実施され、『オンゲキ SUMMER』内でも、2019年8月22日から9月25日にかけてコラボレーションイベントが開催された[53][54]。また、2020年3月16日から3月30日の間にもリバイバルコラボレーションイベントが実施されている[55]
- 2019年11月11日から11月29日にかけて『超人高校生たちは異世界でも余裕で生き抜くようです!』とのコラボレーションが実施された[56]。
- 2020年1月31日から2月13日にかけて『OCTOPATH TRAVELER』とのコラボレーションが実施された[57]。
- 2020年2月28日から3月15日にかけて『フレームアームズ・ガール』とのコラボレーションが実施された[58]。
- 2020年4月28日から5月15日にかけて『聖剣伝説3 TRIALS of MANA』とのコラボレーションが実施された[59]。
- 2020年7月31日から8月17日にかけて『新サクラ大戦』とのコラボレーションが実施された[60]。
- 2020年9月14日から9月30日にかけて『究極！ニパ子ちゃん』とのコラボレーションが実施され、「ニパ子」がプレイアブルキャラクターとして登場した[61]。
- 2020年9月30日から10月30日にかけて『NieR:Automata』とのコラボレーションが実施された[62]。
- 2020年11月30日から12月28日にかけて『アリス・ギア・アイギス』とのコラボーレーションが実施され、「兼志谷シタラ」がプレイアブルキャラクターとして登場した[63]。
- 2021年2月26日から3月11日にかけて『少女☆歌劇 レヴュースタァライト』とのコラボーレーションが実施され、「愛城華恋」がプレイアブルキャラクターとして登場した[64]。
- 2021年5月31日から6月15日にかけて『創彩少女庭園』とのコラボーレーションが実施され、「結城まどか」がプレイアブルキャラクターとして登場した[65]。